# UCI Europe Tour 2022
El UCI Europe Tour 2022 fue la decimoctava edición del calendario ciclístico internacional europeo. Se inició el 23 de enero de 2022 en España, con el Gran Premio Valencia y finalizó el 16 de octubre con la Chrono des Nations en Francia. Se disputaron 204 competencias, otorgando puntos a los primeros clasificados de las etapas y a la clasificación final, aunque el calendario puede sufrir modificaciones a lo largo de la temporada con la inclusión de nuevas carreras o exclusión de otras.

## Equipos
Los equipos que podían participar en las diferentes carreras dependía de la categoría de las mismas. Los equipos UCI WorldTeam y UCI ProTeam tenían cupo limitado para competir de acuerdo al año correspondiente establecido por la UCI, los equipos UCI Continentales y selecciones nacionales no tenían restricciones de participación:
| Categoría      | Categoría                       | Equipos                                                                                    |
| -------------- | ------------------------------- | ------------------------------------------------------------------------------------------ |
| .1             | 1.1 (Carrera de un día)         | * UCI WorldTeam (max 50%) * UCI ProTeam * Continentales * Selecciones nacionales           |
| .1             | 2.1 (Carrera de varios días)    | * UCI WorldTeam (max 50%) * UCI ProTeam * Continentales * Selecciones nacionales           |
| .2             | 1.2 (Carrera de un día)         | * UCI ProTeam * Continentales * Selecciones nacionales * Selecciones regionales * Amateurs |
| .2             | 2.2 (Carrera de varios días)    | * UCI ProTeam * Continentales * Selecciones nacionales * Selecciones regionales * Amateurs |
| .Ncup (sub-23) | 1.Ncup (Carrera de un día)      | * Selecciones nacionales * Selecciones mixtas                                              |
| .Ncup (sub-23) | 2.Ncup (Carrera de varios días) | * Selecciones nacionales * Selecciones mixtas                                              |

## Calendario
Las siguientes son las carreras que compusieron el calendario UCI Europe Tour para la temporada 2022 aprobado por la UCI.

### Enero
| UCI Europe Tour 2022 - enero |                                    |       |                    |                                    |
| Fecha                        | Carrera                            | Clase | Ganador            | Equipo                             |
| ---------------------------- | ---------------------------------- | ----- | ------------------ | ---------------------------------- |
| 23                           | Gran Premio Valencia               | 1.2   | Giovanni Lonardi   | EOLO-KOMETA                        |
| 26                           | Trofeo Calviá                      | 1.1   | Brandon McNulty    | UAE Emirates                       |
| 27                           | Trofeo Alcudia-Puerto de Alcudia   | 1.1   | Biniam Girmay      | Intermarché-Wanty-Gobert Matériaux |
| 28                           | Trofeo Serra de Tramuntana         | 1.1   | Tim Wellens        | Lotto Soudal                       |
| 29                           | Trofeo Pollensa-Puerto de Andrach  | 1.1   | Alejandro Valverde | Movistar                           |
| 30                           | Trofeo Playa de Palma-Palma        | 1.1   | Arnaud De Lie      | Lotto Soudal                       |
| 30                           | Gran Premio Ciclista la Marsellesa | 1.1   | Amaury Capiot      | Arkéa Samsic                       |
| 30                           | Gran Premio de Megasaray           | 1.2   | Tord Gudmestad     | Uno-X                              |

### Febrero
| UCI Europe Tour 2022 - febrero |                                      |       |                        |                      |
| Fecha                          | Carrera                              | Clase | Ganador                | Equipo               |
| ------------------------------ | ------------------------------------ | ----- | ---------------------- | -------------------- |
| 2-6                            | Estrella de Bessèges                 | 2.1   | Benjamin Thomas        | Cofidis              |
| 5                              | Gran Premio de Alanya                | 1.2   | Alessio Martinelli     | Bardiani-CSF-Faizanè |
| 10-13                          | Tour de Antalya                      | 2.1   | Jacob Hindsgaul Madsen | Uno-X                |
| 12                             | Vuelta a Murcia                      | 1.1   | Alessandro Covi        | UAE Emirates         |
| 14                             | Clásica Jaén Paraíso Interior        | 1.1   | Alexey Lutsenko        | Astana Qazaqstan     |
| 18-20                          | Tour de los Alpes Marítimos y de Var | 2.1   | Nairo Quintana         | Arkéa Samsic         |
| 19                             | Gran Premio Velo Alanya              | 1.2   | Igor Chzhan            | Almaty               |
| 20                             | Gran Premio Justiniano Race          | 1.2   | Yauheni Karaliok       | Minsk CC             |
| 24-27                          | O Gran Camiño                        | 2.1   | Alejandro Valverde     | Movistar             |

### Marzo
| UCI Europe Tour 2022 - Marzo |                                        |       |                     |                             |
| Fecha                        | Carrera                                | Clase | Ganador             | Equipo                      |
| ---------------------------- | -------------------------------------- | ----- | ------------------- | --------------------------- |
| 1                            | Le Samyn                               | 1.1   | Matteo Trentin      | UAE Emirates                |
| 2                            | Trofej Umag-Umag Trophy                | 1.2   | Daniel Auer         | WSA KTM Graz p/b Leomo      |
| 5                            | Gran Premio de Gazipaşa                | 1.2   | Onur Balkan         | Sakarya BB                  |
| 6                            | Gran Premio Jean-Pierre Monseré        | 1.1   | Arnaud De Lie       | Lotto Soudal                |
| 6                            | Bloeizone Elfsteden Fryslan            | 1.2   | Elmar Reinders      | Riwal                       |
| 6                            | Gran Premio Villa de Lillers           | 1.2   | Milan Menten        | Bingoal Pauwels Sauces WB   |
| 6                            | Porec Trophy                           | 1.2   | Dušan Rajović       | Corratec                    |
| 6                            | Gran Premio Mediterráneo               | 1.2   | Anatoliy Budyak     | Terengganu Polygon          |
| 10-13                        | Istrian Spring Trophy                  | 2.2   | Matthew Riccitello  | Hagens Berman Axeon         |
| 12-13                        | South Aegean Tour                      | 2.2   | Matteo Dal-Cin      | Toronto Hustle              |
| 13                           | Tour de Drenthe                        | 1.1   | Dries Van Gestel    | Total Energies              |
| 13                           | Dorpenomloop Rucphen                   | 1.2   | Maikel Zijlaard     | VolkerWessels               |
| 13                           | Clásica de Arrábida                    | 1.2   | Orluis Aular        | Caja Rural-Seguros RGA      |
| 16-20                        | Vuelta al Alentejo                     | 2.2   | Orluis Aular        | Caja Rural-Seguros RGA      |
| 17-20                        | Tour de Olympia                        | 2.2   | Maikel Zijlaard     | VolkerWessels               |
| 18                           | Youngster Coast Challenge              | 1.2U  | Jensen Plowright    | Groupama-FDJ Continental    |
| 19                           | Gran Premio Manavgat-Side              | 1.2   | Mamyr Stash         | Sport Club "OLYMP"          |
| 19                           | Clásica de Loire-Atlantique            | 1.1   | Anthony Perez       | Cofidis                     |
| 20                           | Gran Premio Cholet-Pays de Loire       | 1.1   | Marc Sarreau        | AG2R Citroën                |
| 20                           | Gran Premio Internacional de Rodas     | 1.2   | André Drege         | Coop                        |
| 20                           | Per sempre Alfredo                     | 1.1   | Marc Hirschi        | UAE Emirates                |
| 20                           | La Popolarissima                       | 1.2   | Nicolás David Gómez | Colpack Ballan              |
| 20                           | Gran Premio Gündoğmuş                  | 1.2   | Anatoliy Budyak     | Terengganu Polygon          |
| 20                           | Gran Premio Eslovenia Istria           | 1.2   | Daniel Auer         | WSA KTM Graz p/b Leomo      |
| 20                           | Gran Premio Criquielion                | 1.2   | Pier-André Coté     | Human Powered Health        |
| 21-27                        | Tour de Normandía                      | 2.2   | Mathis Le Berre     | Côtes d'Armor-Marie Morin-U |
| 22-26                        | Settimana Coppi e Bartali              | 2.1   | Edward Dunbar       | INEOS Grenadiers            |
| 24                           | GP Vipava Valley & Crossborder Goriška | 1.2   | Fran Miholjević     | Friuli ASD                  |
| 24-27                        | Vuelta a Rodas                         | 2.2   | Louis Bendixen      | Coop                        |
| 27                           | Gran Premio Adria Mobil                | 1.2   | Maciej Paterski     | Voster ATS                  |
| 27                           | La Roue Tourangelle                    | 1.1   | Nacer Bouhanni      | Arkéa Samsic                |
| 27                           | Trofeo Ciudad de San Vendemiano        | 1.2U  | Federico Guzzo      | Zalf Euromobil Fior         |

### Abril
| UCI Europe Tour 2022 - Abril |                                            |       |                     |                             |
| Fecha                        | Carrera                                    | Clase | Ganador             | Equipo                      |
| ---------------------------- | ------------------------------------------ | ----- | ------------------- | --------------------------- |
| 1                            | Route Adélie                               | 1.1   | Axel Zingle         | Cofidis                     |
| 1-3                          | Triptyque des Monts et Châteaux            | 2.2U  | Enzo Paleni         | Groupama-FDJ Continental    |
| 2                            | Volta Limburg Classic                      | 1.1   | Arnaud De Lie       | Lotto Soudal                |
| 3                            | Trofeo Piva                                | 1.2U  | Martin Marcellusi   | Bardiani-CSF-Faizanè        |
| 5-8                          | Circuito de la Sarthe                      | 2.1   | Olav Kooij          | Jumbo-Visma                 |
| 6-9                          | Circuito de las Ardenas                    | 2.2   | Lucas Eriksson      | Riwal                       |
| 12                           | París-Camembert                            | 1.1   | Anthony Delaplace   | Arkéa Samsic                |
| 12-15                        | Giro de Sicilia                            | 2.1   | Damiano Caruso      | Selección de Italia         |
| 13-17                        | Belgrado-Bania Luka                        | 2.1   | Jakub Kaczmarek     | HRE Mazowsze Serce Polski   |
| 13-17                        | Tour de Loir-et-Cher                       | 2.2   | Michael Kukrle      | Elkov-Kasper                |
| 15                           | Clásica Grand Besançon Doubs               | 1.1   | Jesús Herrada       | Cofidis                     |
| 16                           | Tour de Jura                               | 1.1   | Ben O'Connor        | AG2R Citroën                |
| 16                           | Memorial Arno Wallaard                     | 1.2   | Elmar Reinders      | Riwal                       |
| 16                           | Lieja-Bastoña-Lieja sub-23                 | 1.2U  | Romain Grégoire     | Groupama-FDJ Continental    |
| 18                           | Giro del Belvedere                         | 1.2U  | Romain Gregoire     | Groupama-FDJ Continental    |
| 19                           | Gran Premio Palio del Recioto              | 1.2U  | Romain Grégoire     | Groupama-FDJ Continental    |
| 24                           | Rutland-Melton International CiCLE Classic | 1.2   | Finn Crockett       | Ribble Weldtite             |
| 25                           | Gran Premio della Liberazione              | 1.2U  | Henri Uhlig         | Selección de Alemania       |
| 25-1                         | Tour de Bretaña                            | 2.2   | Johan Le Bon        | Dinan Sport                 |
| 27-1                         | Tour de Grecia                             | 2.1   | Aaron Gate          | Bolton Equities Black Spoke |
| 29                           | Gran Premio Nasielsk-Serock                | 1.2   | Marceli Bogusławski | HRE Mazowsze Serce Polski   |
| 29-1                         | Vuelta a Asturias                          | 2.1   | Iván Ramiro Sosa    | Movistar                    |
| 29-3                         | Carpathian Couriers Race                   | 2.2U  | Fran Miholjević     | Friuli ASD                  |
| 30                           | Tour de Zuidenveld                         | 1.2   | Coen Vermeltfoort   | VolkerWessels               |
| 30                           | Gran Premio Wyszków                        | 1.2   | Itamar Einhorn      | Selección de Israel         |

### Mayo
| UCI Europe Tour 2022 - mayo |                                     |       |                        |                                    |
| Fecha                       | Carrera                             | Clase | Ganador                | Equipo                             |
| --------------------------- | ----------------------------------- | ----- | ---------------------- | ---------------------------------- |
| 1                           | Circuito del Porto-Trofeo Arvedi    | 1.2   | Davide Persico         | Colpack Ballan                     |
| 7                           | Sundvolden G. P.                    | 1.2   | Martin Tjøtta          | Ringerike SK                       |
| 7                           | Tour de Overijssel                  | 1.2   | Coen Vermeltfoort      | VolkerWessels                      |
| 8                           | Flecha de las Ardenas               | 1.2   | Romain Grégoire        | Groupama-FDJ Continental           |
| 8                           | Ringerike G. P.                     | 1.2   | Sakarias Koller Løland | Uno-X Dare Development             |
| 8                           | Gran Premio Industrias del Mármol   | 1.2U  | Alessio Martinelli     | Bardiani-CSF-Faizanè               |
| 11-15                       | Tour de Hungría                     | 2.1   | Edward Dunbar          | INEOS Grenadiers                   |
| 21                          | Gran Premio Herning                 | 1.2   | Andreas Stokbro        | Selección de Dinamarca             |
| 21                          | Veenendaal Veenendaal Classic       | 1.1   | Dylan Groenewegen      | BikeExchange-Jayco                 |
| 21                          | Tour de Finisterre                  | 1.1   | Julien Simon           | TotalEnergies                      |
| 22                          | Vuelta a Colonia                    | 1.1   | Nils Politt            | Bora-Hansgrohe                     |
| 22                          | Tour de Fyen                        | 1.2   | Mads Pedersen          | Selección de Dinamarca             |
| 22                          | Boucles de l'Aulne                  | 1.1   | Idar Andersen          | Uno-X                              |
| 22                          | GP Gorenjska                        | 1.2   | Patryk Stosz           | Voster ATS                         |
| 22                          | Antwerp Port Epic                   | 1.1   | Florian Vermeersch     | Lotto Soudal                       |
| 25-29                       | Flèche du Sud                       | 2.2   | Thibau Nys             | Baloise-Trek Lions                 |
| 25-29                       | Alpes Isère Tour                    | 2.2   | Yannis Voisard         | Tudor                              |
| 26                          | Circuito de Valonia                 | 1.1   | Andrea Pasqualon       | Intermarché-Wanty-Gobert Matériaux |
| 26-28                       | Tour de Estonia                     | 2.1   | Evaldas Šiškevicius    | Selección de Lituania              |
| 26-29                       | Tour de la Mirabelle                | 2.2   | Robert Scott           | WiV SunGod                         |
| 28                          | Strade Bianche sub-23               | 1.2U  | Darren Rafferty        | Hagens Berman Axeon                |
| 29                          | Coppa della Pace                    | 1.2U  | Federico Guzzo         | Zalf Euromobil Fior                |
| 29                          | Clásica Marcel Kint                 | 1.1   | Arnaud De Lie          | Lotto Soudal                       |
| 31                          | Mercan'Tour Classic Alpes-Maritimes | 1.1   | Jakob Fuglsang         | Israel-Premier Tech                |
| 31-4                        | Tour de Albania                     | 2.2   | Ylber Sefa             | Selección de Albania               |

### Junio
| UCI Europe Tour 2022 - junio |                                                        |       |                      |                                    |
| Fecha                        | Carrera                                                | Clase | Ganador              | Equipo                             |
| ---------------------------- | ------------------------------------------------------ | ----- | -------------------- | ---------------------------------- |
| 2                            | Trofeo Alcide Degasperi                                | 1.2   | Pierre-Pascal Keup   | Lotto Kern-Haus                    |
| 2                            | Giro de los Apeninos                                   | 1.1   | Louis Meintjes       | Intermarché-Wanty-Gobert Matériaux |
| 2-5                          | Ronde de l'Oise                                        | 2.2   | James Fouché         | Bolton Equities Black Spoke        |
| 3-5                          | Tour de Malopolska                                     | 2.2   | Jonas Rapp           | Hrinkow Advarics Cycleang          |
| 4                            | Flecha de Heist                                        | 1.1   | Arnaud De Lie        | Lotto Soudal                       |
| 4-8                          | Adriática Iónica                                       | 2.1   | Filippo Zana         | Bardiani-CSF-Faizanè               |
| 5                            | Memorial Philippe Van Coningsloo                       | 1.2   | Cameron Scott        | ARA Pro Racing Sunshine Coast      |
| 5                            | Trofeo Ciudad de Meldola                               | 1.2U  | Luca Van Boven       | Lotto Soudal U23                   |
| 6                            | Tour de Limburgo                                       | 1.1   | Arnaud De Lie        | Lotto Soudal                       |
| 6                            | París-Troyes                                           | 1.2   | Robert Scott         | WiV SunGod                         |
| 8                            | Coppa Zappi                                            | 1.2U  | Vincent Van Hemelen  | Lotto Soudal U23                   |
| 9-12                         | Tour de Alta Austria                                   | 2.2   | Rainer Kepplinger    | Hrinkow Advarics Cycleang          |
| 10                           | G. P. Kanton Aargau                                    | 1.1   | Marc Hirschi         | UAE Emirates                       |
| 10-12                        | Tour de Eure y Loir                                    | 2.2   | Samuel Leroux        | Go Sport-Roubaix Lille Métropole   |
| 11-18                        | Giro de Italia Joven sub-23                            | 2.2U  | Leo Hayter           | Hagens Berman Axeon                |
| 12                           | Elfstedenronde                                         | 1.1   | Fabio Jakobsen       | Quick-Step Alpha Vinyl             |
| 14                           | Mont Ventoux Dénivelé Challenge                        | 1.1   | Ruben Guerreiro      | EF Education-EasyPost              |
| 16-19                        | Ruta de Occitania                                      | 2.1   | Michael Woods        | Israel-Premier Tech                |
| 17-19                        | Tour del Pays de Montbéliard                           | 2.2   | Michael Kukrle       | Elkov-Kasper                       |
| 19                           | Midden Brabant-Poort Omloop                            | 1.2   | Mārtiņš Pluto        | ABLOC CT                           |
| 29-2                         | Carrera de la Solidaridad y de los Campeones Olímpicos | 2.2   | Timo Kielich         | Alpecin-Deceuninck Development     |
| 30-3                         | Trofeo Joaquim Agostinho                               | 2.2   | Frederico Figueiredo | Glassdrive Q8 Anicolor             |

### Julio
| UCI Europe Tour 2022 - julio |                                            |       |                      |                             |
| Fecha                        | Carrera                                    | Clase | Ganador              | Equipo                      |
| ---------------------------- | ------------------------------------------ | ----- | -------------------- | --------------------------- |
| 2-5                          | Tour de Sibiu                              | 2.1   | Giovanni Aleotti     | Bora-Hansgrohe              |
| 3                            | Giro del Medio Brenta                      | 1.2   | Thomas Pesenti       | Beltrami TSA-Tre Colli      |
| 5                            | Trofeo Ciudad de Brescia                   | 1.2   | Riccardo Verza       | Zalf Euromobil Fior         |
| 9                            | Visegrad 4 Bicycle Race-GP Czech Republic  | 1.2   | Adam Ťoupalík        | Elkov-Kasper                |
| 10                           | Districtenpijl-Ekeren-Deurne               | 1.2   | Coen Vermeltfoort    | VolkerWessels               |
| 10                           | Visegrad 4 Bicycle Race-GP Poland          | 1.2   | Marceli Bogusławski  | HRE Mazowsze Serce Polski   |
| 10                           | Gran Premio de la Ville de Nogent-sur-Oise | 1.2   | Alexander Richardson | Saint Piran                 |
| 13-17                        | Giro del Valle de Aosta                    | 2.2U  | Lenny Martinez       | Groupama-FDJ Continental    |
| 16-17                        | Gran Premio Ciclista de Gemenc             | 2.2   | Luke Mudgway         | Bolton Equities Black Spoke |
| 23                           | Visegrad 4 Kerekparverseny                 | 1.2   | Adam Ťoupalík        | Elkov-Kasper                |
| 23                           | Gran Premio Erciyes                        | 1.2   | Jeroen Meijers       | Terengganu Polygon          |
| 24                           | Gran Premio de Kranj                       | 1.2   | Andrea Peron         | Novo Nordisk                |
| 24                           | Visegrad 4 Bicycle Race-GP Slovakia        | 1.2   | Thomas Pesenti       | Beltrami TSA-Tre Colli      |
| 24                           | Gran Premio de la Villa de Pérenchies      | 1.2   | Laurence Pithie      | Groupama-FDJ Continental    |
| 24                           | Gran Premio Kayseri                        | 1.2   | Anatoliy Budyak      | Terengganu Polygon          |
| 25                           | Clásica de Ordizia                         | 1.1   | Simon Yates          | BikeExchange-Jayco          |
| 26                           | Memoriał Andrzeja Trochanowskiego          | 1.2   | Tobias Nolde         | P&S Benotti                 |
| 27-28                        | Vuelta a Castilla y León                   | 2.1   | Simon Yates          | BikeExchange-Jayco          |
| 27-30                        | Dookoła Mazowsza                           | 2.2   | Marceli Bogusławski  | HRE Mazowsze Serce Polski   |
| 27-31                        | Tour de Alsacia                            | 2.2   | Finlay Pickering     | Groupama-FDJ Continental    |
| 29-1                         | Kreiz Breizh Elites                        | 2.2   | Lucas Eriksson       | Riwal                       |
| 31                           | Circuito de Guecho                         | 1.1   | Juan Ayuso           | UAE Emirates                |
| 31                           | Puchar Ministra Obrony Narodowej           | 1.2   | Jesper Rasch         | ABLOC CT                    |
| 31                           | Gran Premio Yahyalı                        | 1.2   | Oleksandr Prevar     | Spor Toto                   |

### Agosto
| UCI Europe Tour 2022 - agosto |                                          |       |                       |                                    |
| Fecha                         | Carrera                                  | Clase | Ganador               | Equipo                             |
| ----------------------------- | ---------------------------------------- | ----- | --------------------- | ---------------------------------- |
| 4-7                           | Sazka Tour                               | 2.1   | Lorenzo Rota          | Intermarché-Wanty-Gobert Matériaux |
| 4-15                          | Vuelta a Portugal                        | 2.1   | Mauricio Moreira      | Glassdrive Q8 Anicolor             |
| 5-14                          | Tour de Guadalupe                        | 2.2   | Stefan Bennett        | EuroCyclingTrips                   |
| 6                             | Scandinavian Race                        | 1.2   | Rasmus Bøgh Wallin    | Restaurant Suri-Carl Ras           |
| 6                             | La Maurienne                             | 1.2   | Matthew Dinham        | BridgeLane                         |
| 7                             | Tour de Lovaina-Memorial Jef Scherens    | 1.1   | Victor Campenaerts    | Lotto Soudal                       |
| 9-11                          | Tour de l'Ain                            | 2.1   | Guillaume Martin      | Cofidis                            |
| 9-13                          | Tour de Szeklerland                      | 2.2   | Szymon Rekita         | Voster ATS                         |
| 13                            | Memoriał Henryka Łasaka                  | 1.2   | Tomasz Budziński      | HRE Mazowsze Serce Polski          |
| 14                            | Gran Premio Sportivi di Poggiana         | 1.2U  | Nicolò Buratti        | Friuli ASD                         |
| 14                            | Polynormande                             | 1.1   | Franck Bonnamour      | B&B Hotels-KTM                     |
| 14                            | Memoriał Jana Magiery                    | 1.2   | Michael Boroš         | Elkov-Kasper                       |
| 16                            | Gran Premio Capodarco                    | 1.2U  | Nicolò Buratti        | Friuli ASD                         |
| 16-19                         | Tour de Limousin                         | 2.1   | Alex Aranburu         | Movistar                           |
| 18                            | Gran Premio Tomarza                      | 1.2   | Yacine Hamza          | Selección de Argelia               |
| 18-21                         | Baltic Chain Tour                        | 2.2   | Rait Ärm              | Selección de Estonia               |
| 19                            | Gran Premio Kapuzbaşı                    | 1.2   | Mykhailo Kononenko    | Sakarya BB                         |
| 20                            | Gran Premio Develi                       | 1.2   | Jambaljamts Sainbayar | Terengganu Polygon                 |
| 21                            | Gran Premio Cappadocia                   | 1.2   | Anton Kuzmin          | Almaty                             |
| 21                            | Schaal Sels                              | 1.1   | Arnaud De Lie         | Lotto Soudal                       |
| 23                            | Egmont Cycling Race                      | 1.1   | Arnaud De Lie         | Lotto Soudal                       |
| 23-26                         | Tour Poitou-Charentes en Nueva Aquitania | 2.1   | Stefan Küng           | Groupama-FDJ                       |
| 24                            | Druivenkoers Overijse                    | 1.1   | Matis Louvel          | Arkéa Samsic                       |
| 25-28                         | Tour de Sakarya                          | 2.2   | Mykhailo Kononenko    | Sakarya BB                         |
| 27-1                          | Tour de Bulgaria                         | 2.2   | Kyrylo Tsarenko       | Gallina Ecotek Lucchini Colosio    |
| 28                            | Ronde van de Achterhoek                  | 1.2   | Coen Vermeltfoort     | VolkerWessels                      |

### Septiembre
| UCI Europe Tour 2022 - septiembre |                                |       |                        |                                    |
| Fecha                             | Carrera                        | Clase | Ganador                | Equipo                             |
| --------------------------------- | ------------------------------ | ----- | ---------------------- | ---------------------------------- |
| 1-3                               | Flanders Tomorrow Tour         | 2.2U  | Lars Boven             | Jumbo-Visma Development            |
| 1-4                               | Giro del Friuli Venezia Giulia | 2.2   | Emiel Verstrynge       | Alpecin-Deceuninck Development     |
| 3                                 | Lillehammer GP                 | 1.2   | Magnus Bak Klaris      | Restaurant Suri-Carl Ras           |
| 3-4                               | In the footsteps of the Romans | 2.2   | Maciej Paterski        | Voster ATS                         |
| 4                                 | Gylne Gutuer                   | 1.2   | André Drege            | Coop                               |
| 4                                 | Tour de Doubs                  | 1.1   | Valentin Madouas       | Groupama-FDJ                       |
| 6-11                              | Tour de Rumania                | 2.1   | Mark Stewart           | Bolton Equities Black Spoke        |
| 8-11                              | Vuelta a Bohemia Meridional    | 2.2   | Rasmus Bøgh Wallin     | Restaurant Suri-Carl Ras           |
| 11                                | Gran Premio del Somme          | 1.2   | Rait Ärm               | Groupama-FDJ Continental           |
| 13-17                             | Tour de Eslovaquia             | 2.1   | Josef Černý            | Quick-Step Alpha Vinyl             |
| 14                                | Giro de Toscana                | 1.1   | Marc Hirschi           | UAE Emirates                       |
| 14-17                             | Vuelta a Serbia                | 2.2   | Dawit Yemane           | Bike Aid                           |
| 16                                | Campeonato de Flandes          | 1.1   | Fabio Jakobsen         | Quick-Step Alpha Vinyl             |
| 17                                | Gran Premio Rik Van Looy       | 1.2   | Coen Vermeltfoort      | VolkerWessels                      |
| 18                                | Gooikse Pijl                   | 1.1   | Gerben Thijssen        | Intermarché-Wanty-Gobert Matériaux |
| 18                                | Gran Premio de Isbergues       | 1.1   | Arnaud Démare          | Groupama-FDJ                       |
| 21                                | Circuito de Houtland           | 1.1   | Jasper Philipsen       | Alpecin-Deceuninck                 |
| 25                                | París-Chauny                   | 1.1   | Simone Consonni        | Cofidis                            |
| 27                                | Ruota d'Oro                    | 1.2U  | Jordan Labrosse        | AG2R Citroën U23                   |
| 27-2                              | CRO Race                       | 2.1   | Matej Mohorič          | Bahrain Victorious                 |
| 28-2                              | Ronde d'Isard                  | 2.2U  | Johannes Staune-Mittet | Jumbo-Visma Development            |
| 29                                | Coppa Agostoni                 | 1.1   | Sjoerd Bax             | Alpecin-Deceuninck                 |

### Octubre
| UCI Europe Tour 2022 - octubre |                              |       |                    |                         |
| Fecha                          | Carrera                      | Clase | Ganador            | Equipo                  |
| ------------------------------ | ---------------------------- | ----- | ------------------ | ----------------------- |
| 2                              | Famenne Ardenne Classic      | 1.1   | Axel Zingle        | Cofidis                 |
| 2                              | Tour de Vendée               | 1.1   | Bryan Coquard      | Cofidis                 |
| 2                              | Piccolo Giro de Lombardía    | 1.2U  | Alec Segaert       | Lotto Soudal U23        |
| 4                              | Binche-Chimay-Binche         | 1.1   | Christophe Laporte | Jumbo-Visma             |
| 6                              | París-Bourges                | 1.1   | Jasper Philipsen   | Alpecin-Deceuninck      |
| 9                              | Memorial Rik Van Steenbergen | 1.1   | Tim Merlier        | Alpecin-Deceuninck      |
| 9                              | París-Tours sub-23           | 1.2U  | Per Strand Hagenes | Jumbo-Visma Development |
| 12                             | Giro del Veneto              | 1.1   | Matteo Trentin     | UAE Emirates            |
| 16                             | Clásica del Véneto           | 1.1   | Marc Hirschi       | UAE Emirates            |
| 16                             | Chrono des Nations           | 1.1   | Stefan Küng        | Groupama-FDJ            |
| 16                             | Chrono des Nations sub-23    | 1.2U  | Alec Segaert       | Lotto Soudal U23        |

## Clasificaciones finales
- Nota: Las clasificaciones finales fueron:[4][5]

### Individual
| Posición | Corredor             | Equipo                             | Puntos  |
| -------- | -------------------- | ---------------------------------- | ------- |
| 1.º      | Tadej Pogačar        | UAE Emirates                       | 5131    |
| 2.º      | Wout van Aert        | Jumbo-Visma                        | 4525    |
| 3.º      | Remco Evenepoel      | Quick-Step Alpha Vinyl             | 4402,5  |
| 4.º      | Jonas Vingegaard     | Jumbo-Visma                        | 3154    |
| 5.º      | Aleksandr Vlasov     | Bora-Hansgrohe                     | 2484    |
| 6.º      | Arnaud De Lie        | Lotto Soudal                       | 2268    |
| 7.º      | Stefan Küng          | Groupama-FDJ                       | 2180    |
| 8.º      | Alexander Kristoff   | Intermarché-Wanty-Gobert Matériaux | 2099    |
| 9.º      | Mathieu van der Poel | Alpecin-Deceuninck                 | 2003,67 |
| 10.º     | Alejandro Valverde   | Movistar                           | 1996    |

| Posiciones 11.º al 20.º | Posiciones 11.º al 20.º | Posiciones 11.º al 20.º | Posiciones 11.º al 20.º |
| ----------------------- | ----------------------- | ----------------------- | ----------------------- |
| 11.º                    | Christophe Laporte      | Jumbo-Visma             | 1968                    |
| 12.º                    | Arnaud Démare           | Groupama-FDJ            | 1931                    |
| 13.º                    | Pello Bilbao            | Bahrain Victorious      | 1856                    |
| 14.º                    | Benoît Cosnefroy        | AG2R Citroën            | 1781                    |
| 15.º                    | Enric Mas               | Movistar                | 1772                    |
| 16.º                    | Mads Pedersen           | Trek-Segafredo          | 1753                    |
| 17.º                    | Jasper Philipsen        | Alpecin-Deceuninck      | 1702                    |
| 18.º                    | Primož Roglič           | Jumbo-Visma             | 1620,5                  |
| 19.º                    | Juan Ayuso              | UAE Emirates            | 1605,5                  |
| 20.º                    | Adam Yates              | INEOS Grenadiers        | 1590                    |

### Equipos
| Posición | Equipo             | Puntos  |
| -------- | ------------------ | ------- |
| 1.º      | Alpecin-Deceuninck | 8490,67 |
| 2.º      | Arkéa Samsic       | 7167    |
| 3.º      | TotalEnergies      | 6067    |
| 4.º      | Uno-X              | 2935,63 |
| 5.º      | B&B Hotels-KTM     | 2462,33 |

### Países
| Posición | País         | Puntos  |
| -------- | ------------ | ------- |
| 1.º      | Bélgica      | 17901,5 |
| 2.º      | España       | 11845,5 |
| 3.º      | Francia      | 11774   |
| 4.º      | Eslovenia    | 9930    |
| 5.º      | Países Bajos | 9485,34 |

### Países sub-23
| Posición | País         | Puntos  |
| -------- | ------------ | ------- |
| 1.º      | Bélgica      | 7931,33 |
| 2.º      | España       | 3399,17 |
| 3.º      | Francia      | 2133,17 |
| 4.º      | Dinamarca    | 1898,17 |
| 5.º      | Países Bajos | 1860,16 |